# Juan Luis Rodríguez-Vigil
Juan Luis Rodríguez-Vigil Rubio (Valdepeñas, Ciudad Real, 17 de marzo de 1945) es un político español perteneciente al PSOE. Fue presidente del Principado de Asturias entre 1991 y 1993 y, como tal, forma parte del Consejo de Comunidades Asturianas.

## Biografía
Nació en Valdepeñas (Ciudad Real), donde su padre había logrado plaza de secretario de ayuntamiento, aunque muy pronto se trasladó a vivir a Infiesto (Piloña), origen de su familia, donde permaneció hasta que a los 13 años se fue a Oviedo. De familia acomodada, señala que "el Infiesto de los años 1950 era un paraíso". En la capital astur estudió Derecho en la Universidad de Oviedo, perteneciendo al Frente de Liberación Popular. Pertenece por oposición al Cuerpo Superior de Administradores Civiles del Estado. Trabajó en el Ministerio de Industria y en el de Obras Públicas, en Madrid; pidió excedencia y ejerció de abogado laboralista para la UGT en Oviedo y, posteriormente, fue secretario general de la dirección provincial de Sanidad.
En 1971 se afilió al PSOE, del que fue miembro del Comité Federal desde 1976 a 1979. Perteneció a varias comisiones ejecutivas regionales, siendo hasta 1991 secretario ejecutivo regional. Entre 1982 y 1991 formó parte de los distintos gobiernos autonómicos presididos por Rafael Fernández primero y Pedro de Silva después, como Consejero de Sanidad y Servicios Sociales. En las elecciones autonómicas de mayo de 1991, encabezó la candidatura del PSOE a la Junta General del Principado, siendo elegido diputado e investido Presidente del Principado de Asturias. En 1993, se vio obligado a dimitir tras el escándalo del Petromocho, en un ejercicio de coherencia política asumiendo su responsabilidad en el asunto. Paralelamente fue diputado en la Junta General del Principado de Asturias en las legislaturas I, II y III (1983-1995).
Está casado y tiene 3 hijos. Entre el año 2006 y el 2018 ejerció el cargo de vocal en el Consejo Consultivo del Principado de Asturias.
En 2005 publicó el libro «Los montes comunales y vecinales de Asturias» y en 2018 «La mitad olvidada de Asturias», en su línea de interés sobre la legislación de montes vecinales asturianos.